# Шантинатха

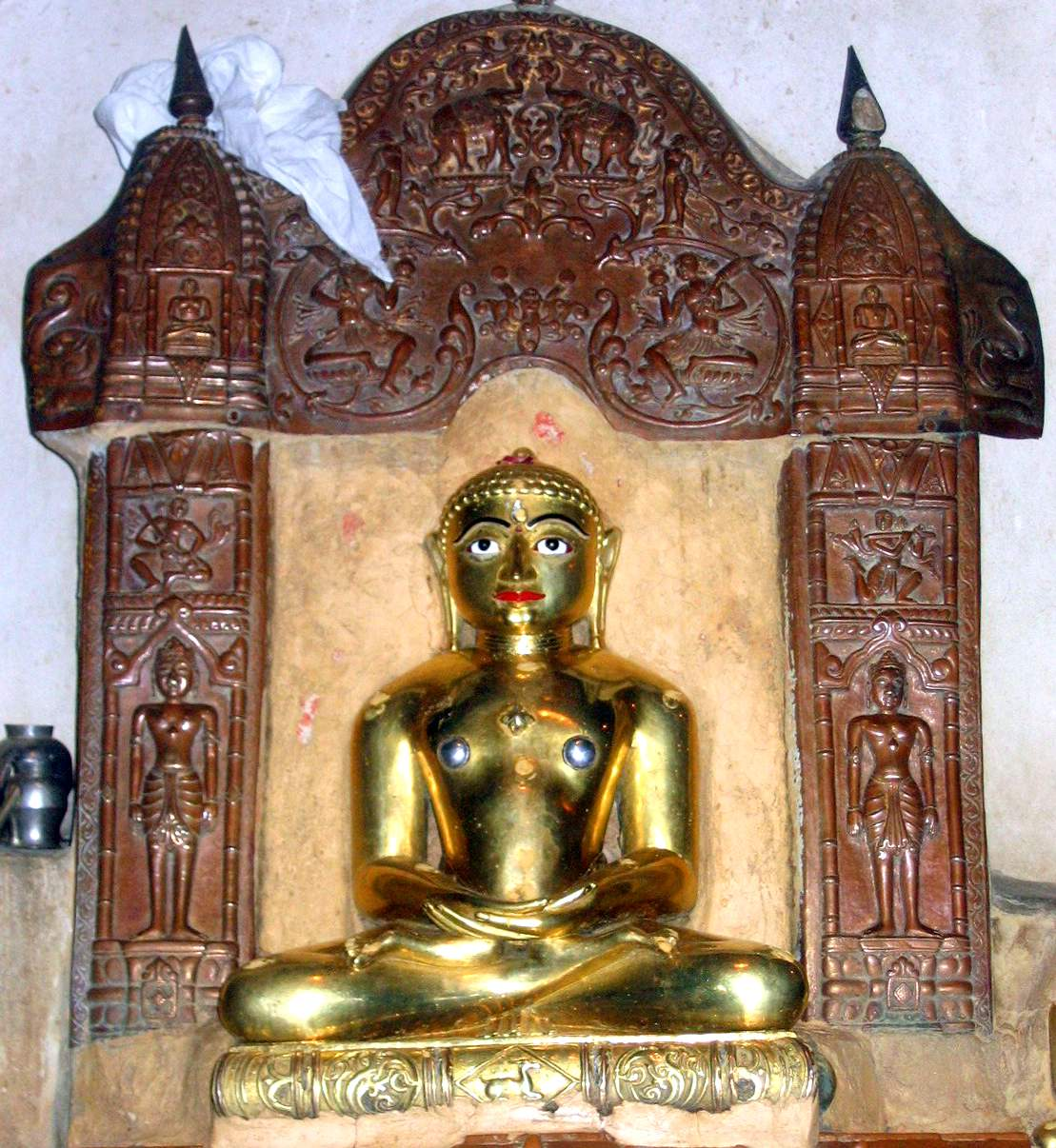
Статуя Шантинатхи в деревне Лодхрува, в 10 км к северу от города Джайсалмер, штат Раджастхан

Шантинатха, в джайнской традиции — 16-й тиртханкара нашей эпохи. Согласно джайнскому учению, он стал сиддхой, полностью сбросив с себя карму. Отец — король Висвасен, а мать — королева Ачира. Родился в городе Хастинапур, на 13 день второй половины индийского месяца джьештха.
После восхождения на трон, Шантинатха ведёт завоевательные походы, двигаясь на восток. Большинство царей на его пути сдались без сопротивления, а после победы над оставшимися царствами он становится чакраватином. После долгого и счастливого правления Шантинатха стал аскетом, начав духовную практику. Через год после ухода из мира, на 9 день светлой половины месяца пауша он достигает всеведения. Его первая речь была посвящена укрощению чувств. После долгих лет скитаний и проповедования истинного учения Шантинатха начал месячный пост, а на 13 день второй половины индийского месяца джьештха достиг нирваны.